# 쩐티낌따인
쩐티낌따인(베트남어: Trần Thị Kim Thanh, 1993년 9월 18일 ~ )은 베트남의 축구 선수로 현재 호치민 시티 FC 여자팀에서 골키퍼로 활약하고 있으며 베트남 대표팀의 주전 골키퍼로도 활약하고 있다.

## 국가대표팀 경력
베트남 사상 최초로 FIFA 여자 월드컵 본선 진출에 공헌해 2023년 월드컵에 참가하였다.

## 수상 내역

### 클럽
호치민 시티 FC 여자
- 베트남 여자 리그 : 우승 (2010, 2015, 2016, 2017, 2019, 2020, 2021)

## 여담
- 베트남 국가대표팀에서 골키퍼로는 특이하게 14번 등번호를 단다.